# Heidi Pfeiffer
Heidi Pfeiffer (* 21. Juli 1960 in Arnstadt) ist eine deutsche Rechtsmedizinerin, Pathologin und Hochschullehrerin an der Westfälischen Wilhelms-Universität Münster.

## Werdegang
Pfeiffer studierte von 1979 bis 1984 Medizin an der Medizinischen Universität Sofia in Bulgarien und promovierte 1989 an der Medizinischen Akademie Erfurt. Sie erlangte 1989 die Facharztanerkennung für Rechtsmedizin. Durch ein Stipendium des Deutschen Akademischen Austauschdienstes verbrachte sie 1993/1994 einen Studienaufenthalt am Institut für Rechtsmedizin des Karolinska-Instituts in Stockholm. Von 1994 bis 1996 arbeitete sie als Fachärztin am Institut für Rechtsmedizin der Friedrich-Schiller-Universität Jena und von 1996 bis 2001 als Forensische Medizinerin am Institut für Rechtsmedizin der Westfälischen Wilhelms-Universität Münster. Im Jahr 1997 forschte sie mit einem Stipendium der Deutschen Forschungsgemeinschaft am DNA-Identification Laboratory des Armed Forces Institute of Pathology in Washington, DC. Sie habilitierte sich 1999 an der Universität Münster und war von 2001 bis 2008 zuerst Seniorassistentin und dann wissenschaftliche Mitarbeiterin am Institut für Rechtsmedizin der Universität Münster.
Seit 2008 ist Pfeiffer Direktorin des Instituts für Rechtsmedizin der Medizinischen Fakultät der Westfälischen Wilhelms-Universität Münster. Zusammen mit Thomas Bajanowski ist sie Chefredakteurin des International Journal of Legal Medicine.

## Forschung
Pfeiffer forscht an forensischer Molekulargenetik, mit einem Schwerpunkt auf dem genetischen Fingerabdruck und der Anwendung von mitochondrialer DNA in der Rechtsmedizin. Ihre Forschung an mitochondrialer DNA bezieht sich zum einen auf Tatortspuren und zum anderen auf deren Rolle im Zusammenhang mit plötzlichem Kindstod. In einer Studie von 1999, sequenzierte dazu die mitochondriale DNA von 109 Individuen aus Deutschland.
Ein weiteres Forschungsgebiet von Pfeiffer ist die forensische Altersbestimmung von lebenden Personen. Unter anderem nutzt sie dazu die Mineralisation der Weisheitszähne. Aufgrund ihrer Forschung ist sie seit 2001 Ehrenmitglied im Arbeitskreis für Forensische Odontologie der Deutschen Gesellschaft für Zahn-, Mund- und Kieferheilkunde.

## Auszeichnungen
- seit 2010 Mitglied unter der Matrikel-Nr. 7377 in der Sektion Pathologie und Rechtsmedizin der Nationalen Akademie der Wissenschaften Leopoldina[5]
- 2001 Ehrenmitglied im Arbeitskreis Forensische Odontologie der Deutschen Gesellschaft für Zahn-, Mund- und Kieferheilkunde[4]
- 2000 Wissenschaftspreis der Deutschen Gesellschaft für Rechtsmedizin[6]